# Hoši od Bobří řeky
Hoši od Bobří řeky je román pro mládež českého spisovatele Jaroslava Foglara. Původně vycházel v roce 1934 na pokračování v příloze novin České slovo, knižně byl poprvé vydán v roce 1937. Jedná se o nejvydávanější Foglarovo dílo, jeden z jeho nejklasičtějších románů, poskytující návod jak vést ušlechtilý život a být správným a všestranně zdatným chlapcem. V tom se opírá o principy skautingu a woodcraftu. Kniha seznamuje čtenáře mimo jiné se zásadami táboření v přírodě a s lovem tzv. bobříků. Děj románu, jeho první velké prózy, je poměrně prostý a přímočarý, až naivní a je podřízen didaktickým účelům více než u dalších Foglarových fikcí, přesto nepostrádá napětí ani poetiku.
Po mnoha desetiletích navázal Foglar na Hochy od Bobří řeky románem Strach nad Bobří řekou, který poprvé vyšel na pokračování roku 1989, knižně v roce 1990.

## Příběh
Příběh začíná, když dva kamarády Jirku a Vilíka ze Staré čtvrti osloví neznámý mladý muž jménem Rikitan, který je předtím viděl svést rvačku s nepřátelskou partou z Nové čtvrti, a nabízí jim zajímavější a ušlechtilejší dobrodružství. Pozve je do Červeného dolíku. Hoši jsou fascinováni jeho charismatem a dovednostmi a touží se všemu také naučit. Na Rikitanovo přání pozvou do spolku několik svých kamarádů a nakonec je jich dvanáct. Každý hoch má nějakou zvláštnost nebo svéráznou zálibu, ale dobře se doplňují a pod Rikitanovým vedením vytvoří harmonický a nerozborný kolektiv. Vztahy mezi hochy jsou téměř idylické, jen ojediněle je naruší nějaký spor, který je ale rychle vyřešen.
Začnou se scházet v opuštěném altánu v zahradě pivovaru, vlastní prací si vydělají na stejnokroje a vytvoří v podstatě skautský oddíl, byť to není přímo řečeno. Rikitan jim vypráví dobrodružnou historku o chlapci Royi Farellovi, který žil s otcem někde v kanadské divočině u Bobří řeky a čerpal znalosti a dovednosti u starého indiána. Hoši jsou příběhem strženi a touží se Royovi vyrovnat. Rikitan jim za tím účelem postupně představuje „bobříky“, což jsou úkoly testující různé schopnosti – kdo jich „uloví“ všech třináct, může se považovat za Roye. Inspirováni příběhem také začnou své bratrstvo nazývat Hochy od Bobří řeky.

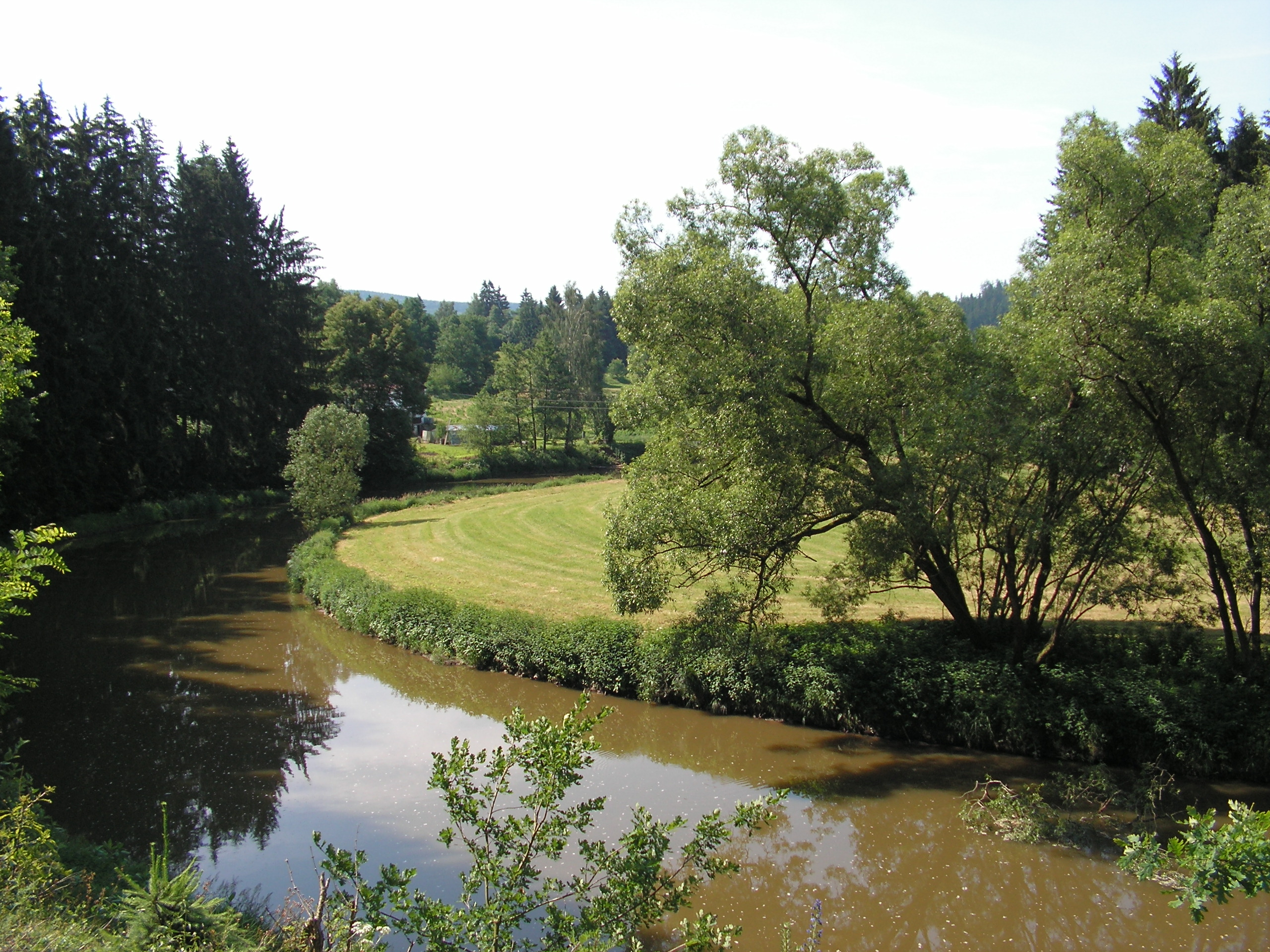
Sluneční zátoka na Sázavě, Foglarova inspirace pro děj knihy a dějiště několika jeho letních táborů

Vrcholem jejich činnosti a snažení je tábor v liduprázdné přírodě, v takzvané Sluneční zátoce, kde stráví celé letní prázdniny. Všechny věci si na místo dopraví několikadenním pochodem s ručními vozíky a s využitím přírodních zdrojů si postaví stany s podsadou, kuchyni, stožár na vlajku a další táborové náležitosti. Jejich jediným kontaktem s civilizací jsou občasné cesty na nákup do nejbližší vsi.
Ve volném čase se hoši věnují zejména lovu bobříků, které jim ještě chybějí. Poklidný táborový život jim však začne narušovat záhadný záškodník, který zanechává výhrůžné dopisy a podepisuje se Zelená příšera. Hoši jsou rozrušeni a zjitřená nálada dokonce vede k několika vzájemným hádkám. Nakonec při jednom z posledních táboráků odhalí celou věc Stopař, když precizním a podrobným rozborem indicií dokáže, že Zelenou příšerou byl sám Rikitan, který tak chtěl u chlapců vyzkoušet jejich pozorovací a uvažovací schopnosti. Téhož večera Rikitan slavnostně udělí posledního, třináctého bobříka (ušlechtilosti) Luďkovi, Vilíkovi a Jirkovi.
Všichni hoši se vrátí z tábora zocelení a hrdí na to, co jsou a co dokázali.

## Postavy
- Rikitan – mladý student lékařství, veselý a hovorný, kdysi bydlel také ve Staré čtvrti, znalý přírody a tábornictví, vůdčí osobnost, náčelník sdružení (Foglarovo alter ego)
- Vilík – neměl přezdívku, chlapec ze Staré čtvrti, spolu se svým kamarádem Jirkou se poprvé potkali s Rikitanem, na prázdninovém táboře obdržel jako druhý a třetí spolu s Jirkou třináctého bobříka (bobřík ušlechtilosti)
- Jirka – neměl přezdívku, Vilíkův kamarád, dále viz Vilík
- Mirek – neměl přezdívku, pružný a mrštný hoch, divoch
- Stopař – chytrý a přemýšlivý, sběratel dobrodružných románů o indiánech a pirátech, měl psa Jerryho (přejmenovaného Grizzlym na „Devět šrámů“), on odhalil Zelenou příšeru na prázdninovém táboře
- Drobeček – nejmenší z hochů
- Větrník – nejvyšší z hochů
- Tichošlápek – chlapec z Nové čtvrti, zpočátku slabý, nesmělý a zamlklý
- Grizzly – silný, zavalitý chlapec
- Pirát – menší, vážný chlapec, s kotvou vytetovanou inkoustovou tužkou na levé ruce, znalec knih o pirátech a námořních dobrodružstvích, chodil kolébavě jako námořník, z vlastní iniciativy si pořídil lékárničku, aby mohl poskytovat první pomoc
- Šťoura – všetečný a rýpavý, někdy svými poznámkami dovedl i urazit, postupně se ale naučil taktu a ohleduplnosti
- Kytičkář – chlapec, který neustále sbíral květinky pro svůj herbář, sedmý bobřík (květin) byl pro něj hračkou
- Luděk – neměl přezdívku, vážný, tichý, všestranně ušlechtilý hoch, ostatní chlapci ho obdivovali a chtěli být jako on (viděli v něm ztělesnění Roye Farella); byl přirozenou autoritou a mluvčím všech hochů; i sám Rikitan mu vyslovil obdiv a jako prvnímu mu udělil třináctého bobříka (ušlechtilosti)

Postavy z příběhu Legenda o Royovi, který Rikitan vyprávěl Hochům jako inspiraci:
- Roy Farell – chlapec, syn zálesáka Farella, matka mu záhy zemřela, žil s otcem ve srubu ve Sluneční zátoce u Bobří řeky, kdesi daleko na severu. Matka mu jako malému zpívávala Píseň úplňku. Byl jemný a dobrý, ostrý a smělý, s pružným a svalnatým tělem, odvážný a vytrvalý, dovedný a chytrý.
- zálesák Farell – Royův otec
- Svištící šíp – indián z hor, který přišel k Farellovým. Vyprávěl Royovi o svém rudém lidu, naučil jej mnohým dovednostem a umožnil mu podniknout zkoušky, které museli dělat indiánští chlapci. Roy všemi úspěšně prošel.

## Třináct bobříků
V knize jsou obsažena přesná kritéria pro zisk třinácti bobříků, což jsou různobarevné odznaky osvědčující různé dovednosti, znalosti a vlastnosti.
1. bobřík mrštnosti – žlutý, testuje atletické dovednosti (běh, skoky)
2. bobřík míření – světle zelený, testuje schopnost házení na cíl
3. bobřík záchrany – černý, osvědčuje schopnost poskytnout první pomoc
4. bobřík plavání (plavce) – červený, testuje schopnost plavání
5. bobřík dobrých činů – tmavě modrý, ukládá vykonat alespoň 100 „dobrých činů“ (nezištná pomoc, dobrovolnictví, obrana slabšího apod.)
6. bobřík odvahy – tmavě hnědý, vyžaduje vykonání odvážného skutku (ne však zbytečně riskantního)
7. bobřík květin – tmavě zelený, vyžaduje schopnost poznat alespoň 50 druhů rostlin (stromů, keřů, bylin)
8. bobřík mlčení – oranžový, ukládá po dobu 24 hodin nepromluvit, přitom se ale neizolovat od ostatních lidí
9. bobřík osamělosti – růžový, požaduje strávit celý den (10 hodin) v naprosté osamělosti, nebýt nikým viděn
10. bobřík zručnosti – fialový, ukládá vyrobit nějaký předmět nebo zařízení, např. samotné bobříky (dřevěná kolečka) k našívání
11. bobřík síly – světle modrý, testuje sílu v pažích (prostřednictvím shybů)
12. bobřík hladu – světle hnědý, ukládá po dobu 24 hodin nic nejíst, lze pouze pít čistou vodu
13. bobřík ušlechtilosti – bílý, požaduje chovat se „ušlechtile“, tj. nelhat, nemluvit hrubě, pomáhat ostatním apod. Získává se po 30 dnech takového chování a jako jediný bobřík není udělován definitivně – po jakémkoli porušení jeho pravidel ho nositel ztrácí a musí ho lovit znovu.

V navazující knize Strach nad Bobří řekou bylo uvedeno dalších 13 bobříků (celkem jich tedy Foglar popsal 26), ty ale nevešly v tak obecnou známost.

## Vznik a vydávání
Jaroslav Foglar vytvářel Hochy od Bobří řeky v letech 1927–1930 jako svůj vůbec první román. Datace ale není úplně jasná, Foglar sám uvedl, že na námět přišel až na prvních táborech svého druhého oddílu ve Sluneční zátoce, kam Dvojka začala jezdit až roku 1931.
Inspirací pro některé části příběhu, především pro zkoušky zdatnosti – bobříky – čerpal Foglar v díle spisovatele Ernesta Thompsona Setona Dva divoši. V této knize skládají chlapci Yan a Sam zkoušky, za které dostávají indiánská orlí péra. Pro některé bobříky se Foglar inspiroval ve výchovném programu skautské organizace (Bobřík dobrých činů). Velká část románu byla inspirována skutečnými událostmi, které zažili chlapci ve Foglarově skautském oddílu, pražské Dvojce.
Svůj sen jsem začal uskutečňovat, ale až po odchodu těch pravých klukovských let. Bylo mně asi 18 roků, když jsem se do toho pustil: začal jsem psát, konstruovat i prožívat děj Hochů od Bobří řeky. Stmelil jsem dohromady sdružení hochů nejrůznějších povah, nalezl jsem Červený dolík, měli jsme i svoji Bobří hráz a byli jsme i ve Sluneční zátoce. I Zelená příšera strašila, Zvučící dřevo zpívalo a veliký bílý měsíc vycházel nad pasekami… Nebylo to vždy vše tak jednoduché a hladké, jak je psáno v knize, prodělali jsme mnoho a zažili jsme mnoho. Ale nezapomeneme na tu krásu nikdy. A podle všech těch myšlenek, proměňovaných ve skutečnost, jsem psal své Hochy od Bobří řeky. Za večerních toulek po Staré čtvrti, v Bobří hrázi, u dohasínajících ohňů ve Sluneční zátoce a jinde, za červených západů slunce i za bílých měsíčních nocí tam nahoře na pasekách, všude jsem měl s sebou sešit a psal. 
Jaroslav Foglar
S rukopisem Hochů se Foglar v roce 1933 zúčastnil soutěže nakladatelství Melantrich o nejlepší knihu pro mládež. V ní sice neuspěl, ale dostal nabídku na otisknutí románu na pokračování ve Slovíčku, dětské nedělní příloze novin České slovo, které Melantrich vydával. Autor poskytl nakladatelství také jím načrtnuté perokresby, které měly podle jeho představy sloužit nějakému ilustrátorovi jako předloha. Hoši od Bobří řeky se ve Slovíčku poprvé objevili 4. března 1934, poslední část vyšla 14. října 1934. Vydaný román obsahoval namísto profesionálních ilustrací Foglarovy kresby a končil kapitolou „Loučení se Sluneční zátokou“ (pozdější knižní vydání obsahují sedm kapitol navíc). Knižního vydání se však Hoši ze strany Melantrichu nedočkali, byť díky nim stoupl náklad Českého slova. Ani u dalších nakladatelů Foglar zpočátku neuspěl. Knižně vyšli Hoši od Bobří řeky poprvé v květnu 1937 (jako v pořadí třetí Foglarův román) v nakladatelství Jan Kobes, a to díky úspěchu jeho Boje o první místo. Kniha zůstala ilustrována Foglarovými kresbami, které byly doplněny čtyřmi celostránkovými hlubotiskovými kvašemi od Zdeňka Buriana, jenž vytvořil také barevnou ilustraci pro přebal.

### Knižní česká vydání
Přehled knižních vydání v češtině:
- 1937 – 1. vydání, nakladatelství Jan Kobes, ilustrace Jaroslav Foglar a Zdeněk Burian, obálka Zdeněk Burian
- 1939 – 2. vydání, nakladatelství Jan Kobes, ilustrace Jaroslav Foglar a Zdeněk Burian, obálka Zdeněk Burian
- 1940 – 3. vydání, nakladatelství Jan Kobes, ilustrace Jaroslav Foglar a Zdeněk Burian, obálka Zdeněk Burian, příloha: Moje záznamy o lovu bobříků
- 1940 – 4. vydání, nakladatelství Jan Kobes, ilustrace Jaroslav Foglar a Zdeněk Burian, obálka Zdeněk Burian, příloha: Moje záznamy o lovu bobříků
- 1941 – 5. vydání, nakladatelství Jan Kobes, ilustrace Jaroslav Foglar a Zdeněk Burian, obálka Mariquita
- 1941/1944 – 6. vydání, nakladatelství Jan Kobes, ilustrace Jaroslav Foglar a Zdeněk Burian, obálka Zdeněk Burian
- 1941/1944 – 7. vydání, nakladatelství Jan Kobes, ilustrace Jaroslav Foglar a Zdeněk Burian, obálka Zdeněk Burian
- 1945 – dotisk 7. vydání, nakladatelství Jan Kobes, ilustrace Jaroslav Foglar a Zdeněk Burian, obálka Zdeněk Burian
- 1947 – 8. vydání, nakladatelství Mladá fronta, ilustrace Bohumír Čermák, obálka Václav Boukal
- 1966 – 9. vydání, nakladatelství Mladá fronta, ilustrace Václav Junek
- 1969 – 10. vydání, nakladatelství Blok, ilustrace Milan Zezula
- 1971 – 11. vydání, nakladatelství Blok, obálka Milan Zezula
- 1984 – zahraniční vydání v češtině, nakladatelství Obrys/Kontur v Mnichově, ilustrace Zdeněk Burian, obálka Bohumír Čermák
- 1987 – 12. vydání, nakladatelství Olympia, ilustrace Miloslav Disman
- 1991 – 13. vydání, nakladatelství Blok a Olympia, ilustrace Marko Čermák, ISBN 80-7029-026-9, ISBN 80-7033-149-6 (edice Sebrané spisy, sv. 1)
- 1993 – 14. vydání, nakladatelství Olympia, ilustrace Marko Čermák, ISBN 80-7033-218-2 (edice Sebrané spisy, sv. 1)
- 1995 – dotisk 14. vydání, nakladatelství Olympia, ilustrace Marko Čermák, ISBN 80-7033-218-2 (edice Sebrané spisy, sv. 1)
- 1997 – 15. vydání, nakladatelství Olympia, ilustrace Marko Čermák, obálka Zdeněk Burian ISBN 80-7033-448-7 (edice Sebrané spisy, sv. 1, jubilejní vydání)
- 1999 – 16. vydání, nakladatelství Olympia, ilustrace Marko Čermák, ISBN 80-7033-582-3 (edice Sebrané spisy, sv. 1)
- 2000 – dotisk 16. vydání, nakladatelství Olympia, ilustrace Marko Čermák, ISBN 80-7033-582-3 (edice Sebrané spisy, sv. 1)
- 2001 – dotisk 16. vydání, nakladatelství Olympia, ilustrace Marko Čermák, ISBN 80-7033-582-3 (edice Sebrané spisy, sv. 1)
- 2003 – dotisk 16. vydání, nakladatelství Olympia, ilustrace Marko Čermák, ISBN 80-7033-582-3 (edice Sebrané spisy, sv. 1)
- 2005 – 17. vydání, nakladatelství Olympia, ilustrace Marko Čermák, ISBN 80-7033-925-X (edice Sebrané spisy, sv. 1)
- 2008 – dotisk 17. vydání, nakladatelství Olympia, ilustrace Marko Čermák, ISBN 978-80-7033-925-1 (edice Sebrané spisy, sv. 1)
- 2018 – 18. vydání, nakladatelství Albatros, ilustrace Ester Kuchynková, příloha: 13 bobříků, ISBN 978-80-00-05204-5 (řada Foglarovky)
- 2019 – 19. vydání, Skautská nadace Jaroslava Foglara, ilustrace Jaroslav Foglar (sběratelské vydání, reprint časopiseckého vydání ze Slovíčka)
- 2019 – 20. vydání, nakladatelství Albatros, ilustrace Jaroslav Foglar a Zdeněk Burian, ISBN 978-80-00-04914-4 (sběratelské vydání, podle 1. knižního vydání)
- 2021 – dotisk 19. vydání, Skautská nadace Jaroslava Foglara, ilustrace Jaroslav Foglar (dotisk sběratelského vydání, reprint časopiseckého vydání ze Slovíčka)
- 2022 – 21. vydání, nakladatelství Albatros, ilustrace Ester Kuchynková, příloha: 13 bobříků, ISBN 978-80-00-06660-8 (řada Foglarovky)

Vydání z let 1941/1944 (není jasný přesný rok) jsou v knize označena jako 3. a 4. vydání, vydání z roku 1945 jako 4. vydání.

### Další vydání
Další česká vydání:
- 1934 – na pokračování ve Slovíčku, dětské nedělní příloze deníku České slovo (č. 9–41, do kapitoly „Loučení se Sluneční zátokou“)
- 1941 – sešitové vydání v rámci edice Knihy táborového ohně, sv. 1, č. 1–10, nakladatelství Jan Kobes, ilustrace Jaroslav Foglar a Zdeněk Burian, obálka Zdeněk Burian
- 1965 – na pokračování v časopisu Pionýr (XII. ročník, č. 6–12, nedokončeno, vyšlo 31 kapitol ze 70)
- 1970–1972 – na pokračování v krajanském listu Naše hlasy v kanadském Torontu (XVI.–XVIII. ročník, č. 47/XVI – 18/XVIII, nedokončeno, v 56 částech vyšla asi třetina románu)
- 1998 – vydání v Braillově písmu, Slepecké muzeum v Brně ve spolupráci se Sdružením přátel Jaroslava Foglara

Cizojazyčná vydání:
- 1958 – Chłopcy znad rzeki bobrów, polsky, nakladatelství Śląsk
- 1967 – Chlapci od Bobrej rieky, slovensky, nakladatelství Mladé letá
- 1987 – Rebjata s Bobrovoj reki (Ребята с Бобровoй реки), rusky, nakladatelství Dětskaja literatura
- 1991 – Chlapci od Bobrej rieky, slovensky, nakladatelství Gemini, ISBN 80-85265-01-X
- 1991 – Die Jungs vom Biberfluß, německy, nakladatelství Dagmar Dreves Verlag (DDV), ISBN 3-924532-18-4
- 1996 – La knaboj de Kastora rivero, esperantem, nakladatelství Skolta Esperanto-Ligo, ISBN 80-900189-8-X

## Adaptace
V roce 1938 vznikla podle románu rozhlasová hra, která byla uvedena Radiojournalem dne 30. května téhož roku. V podobě rozhlasové hry na pokračování byli Hoši od Bobří řeky uváděni na rozhlasové stanici Československo také v roce 1965, čtení na pokračování bylo v Československém rozhlase vysíláno roku 1991. V 90. letech 20. století vyprávěl příběh na pokračování v Českém rozhlasu Alfred Strejček za hudebního doprovodu Štěpána Raka.
Roku 2005 byla vydána audiokazeta Písně ztraceného ráje – Hoši od Bobří řeky s rozhlasovým záznamem Alfreda Strejčka z roku 1998 a písněmi Štěpána a Jana-Matěje Rakových. Roku 2018 vyšla v nakladatelství Albatros audiokniha, román čte Jan Meduna.
Komiksové zpracování Hochů od Bobří řeky vyšlo v nakladatelství Olympia v roce 2007, druhé vydání roku 2013. Nakreslil ho Milan Teslevič podle scénáře Ivany Peroutkové.

## Pokračování
Převážně v 80. letech 20. století napsal Jaroslav Foglar pokračování Hochů s názvem Strach nad Bobří řekou. Román odkazuje k období počátku nacistické okupace a Protektorátu, kdy Foglar přes veškeré obtíže a riziko pokračoval v činnosti se svým oddílem. Strach nad Bobří řekou vyšel poprvé v roce 1989 na pokračování v týdeníku Naše rodina, knižně potom roku 1990.